# 2026-os labdarúgó-világbajnokság-selejtező (CONCACAF – 1. forduló)
A 2026-os labdarúgó-világbajnokság észak- és közép-amerikai selejtezőjének 1. fordulóját 2024. március 22-én és március 26-án játszották.

## Formátum
Az 1. fordulóban négy csapat vett részt. A csapatok oda-visszavágós mérkőzéseket játszottak. A két győztes a második fordulóba jutott.

## Kiemelés
A kiemelés a 2023 decemberi FIFA-világranglista alapján történt. A 29–32. helyen rangsorolt csapatokat két párba osztották. Az első helyen rangsorolt a negyedik helyen rangsorolttal, a második helyen rangsorolt a harmadik helyen rangsorolttal mérkőzött. Az alacsonyabban rangsorolt játszotta az első mérkőzést pályaválasztóként.
| Kiemelt                                                            | Nem kiemelt                                           |
| ------------------------------------------------------------------ | ----------------------------------------------------- |
| 1. Turks- és Caicos-szigetek (206.) 2. Brit Virgin-szigetek (207.) | 1. Amerikai Virgin-szigetek (208.) 2. Anguilla (209.) |

## Összegzés
| 1. csapat                | Össz.Tooltip Aggregate score | 2. csapat                 | 1. mérk. | 2. mérk.   |
| ------------------------ | ---------------------------- | ------------------------- | -------- | ---------- |
| Anguilla                 | 1–1 (t. 4–3)                 | Turks- és Caicos-szigetek | 0–0      | 1–1 (h.u.) |
| Amerikai Virgin-szigetek | 1–1 (t. 2–4)                 | Brit Virgin-szigetek      | 1–1      | 0–0 (h.u.) |

## Mérkőzések
| 2024. március 22. 15:00 |

| Anguilla | 0–0         | Turks- és Caicos-szigetek |
| -------- | ----------- | ------------------------- |
|          | Jegyzőkönyv |                           |

| Raymond E. Guishard Technical Centre, The Valley Játékvezető: Natalie Simon (amerikai) |

| 2024. március 26. 19:00 |

| Turks- és Caicos-szigetek | 1–1 (h. u.)                 | Anguilla               |
| ------------------------- | --------------------------- | ---------------------- |
| Forbes 23'                | (1–1, 1–1, 1–1) Jegyzőkönyv | Paris 45+3' (11-esből) |
| Büntetőpárbaj             |                             |                        |
|                           | 3–4                         |                        |

| TCIFA National Academy, Providenciales Nézőszám: 337 Játékvezető: Reginald Gumbs (St. Kitts és Nevis-i) |

| 2024. március 22. 17:00 |

| Amerikai Virgin-szigetek | 1–1               | Brit Virgin-szigetek |
| ------------------------ | ----------------- | -------------------- |
| Blaschka 73'             | (0–0) Jegyzőkönyv | Liziario 90+2'       |

| Bethlehem Soccer Stadium, Upper Bethlehem Játékvezető: Katia Itzel García (mexikói) |

| 2024. március 26. 15:00 |

| Brit Virgin-szigetek                       | 0–0 (h. u.) | Amerikai Virgin-szigetek        |
| ------------------------------------------ | ----------- | ------------------------------- |
|                                            | Jegyzőkönyv |                                 |
| Büntetőpárbaj                              |             |                                 |
| Bertie Wiltshire Gallimore Forbes Callwood | 4–2         | Kendall Whyte Blaschka J. Ramos |

| A. O. Shirley Recreation Ground, Road Town Nézőszám: 400 Játékvezető: Ken Pennyfeather (Antigua és Barbuda-i) |